# Haus Klosterstraße 20

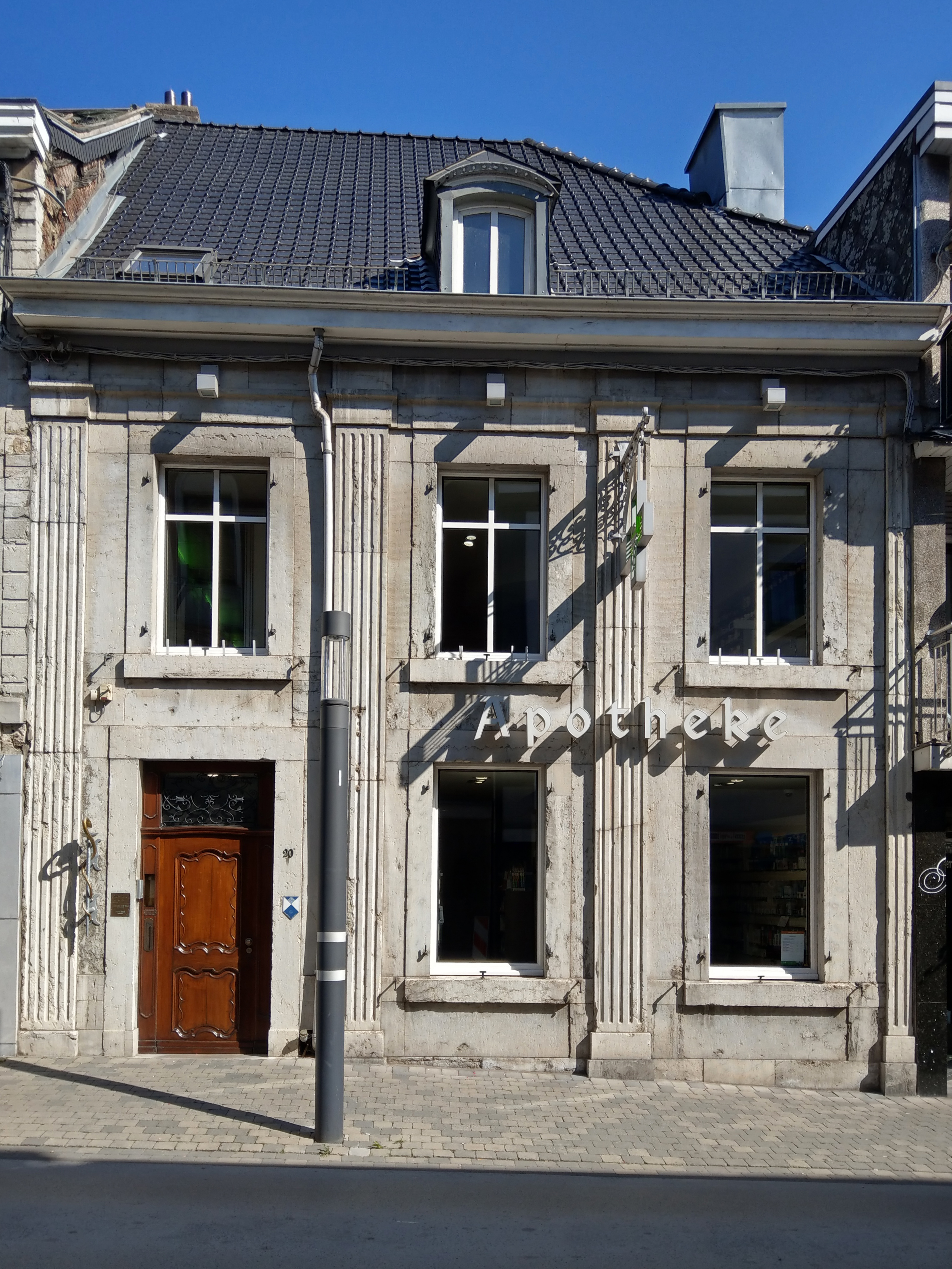
Straßenfassade des Hauses Klosterstraße 20

Das Haus Klosterstraße 20 ist ein ehemaliges Bürgerhaus in Eupen in der Deutschsprachigen Gemeinschaft (DG) von Ostbelgien. Das in der ersten Hälfte des 19. Jahrhunderts erbaute Gebäude im Stil des Klassizismus ist seit dem 4. Februar 1987 als Kulturdenkmal geschützt.

## Geschichte
Das heutige Geschäftshaus wurde auf den Fundamten eines Vorgängerbaus errichtet, als dessen Besitzer 1695 das Ehepaar Römer-Schnee genannt sind. Über deren Erben gelangte das Haus um 1814 zunächst in den Besitz der Familie Cütter, die dieses nur wenige Jahre später an die vermögende Tuchfabrikantenfamilie Grand Ry verkauft haben, da die Quellen Grand Ry in den Jahren 1826 und 1863 alle Eigentümer ausweisen. Da die Baudaten die erste Hälfte des 19. Jahrhunderts angeben, muss entweder noch die Familie Cütter oder wahrscheinlicher die Familie Grand Ry das ursprüngliche Haus abgerissen und den heutigen Neubau in Auftrag gegeben haben. Anschließend hat die Firma Kreitz aus Eupen die Immobilie übernommen und sie später an Ferdinand Imperatori (1866–1928) weiterverkauft, der dorthin seine Silberspiegelherstellung und Glaserei aus der Gospertstraße 50 verlegte, die er zusammen mit seinem Bruder und Kunstmaler Eduard Imperatori (1865–1945) betrieb., beides Brüder des in die Schweiz ausgewanderten Wilhelm Alfred Imperatori. Als letzte der Familie bewohnte Antonia († 1968), Tochter von Ferdinand Imperatori, das Anwesen.
Schließlich kam das Haus im Jahr 1963 in den Besitz der Apothekerfamilie Reul, die darin eine Apotheke einrichtete. Nachdem diese in die Aachener Straße in Eupen verlegt worden war, stand das Haus mehrere Jahre lang leer und wurde 2023 zu einer Gaststätte umgerüstet.

## Beschreibung
Das Haus wirkt durch seine harmonische Blausteinfassade im landestypischen Werkstein der Deutschsprachigen Gemeinschaft, die im 19. Jahrhundert der ursprünglichen Fassade vorgesetzt wurde. Im Inneren des Hauses befindet sich eine Treppe aus dem 18. Jahrhundert. An der rechten Seite des Hauses befand sich bis 1963 eine Toreinfahrt, die in den von Schererwinkeln aus dem 18. Jahrhundert gesäumten Innenhof führte. In der ersten Hälfte des 20. Jahrhunderts wurden die Wirtschaftsgebäude als Glaserei und zur Silberspiegelherstellung genutzt. Hinter dem Areal befand sich bis 1938 ein großzügiger Park.
Das vordere Gebäude diente von 1963 bis 2020 als Apotheke.
Das zweigeschossige Gebäude selbst besteht aus drei Achsen, die mit vier schweren kannelierten und bis zum Dachgesims gehenden Pilastern getrennt sind. In der linken Achse befindet sich die Eingangstür, die durch ihren Rokoko-Dekor hervorsticht. Fünf große Rechteckfenster mit schweren Quadergewänden sorgen für die nötige Lichtzufuhr. An diesen existieren Vorrichtungen für Fensterläden, die auf älteren Fotos zu sehen aber derzeit nicht angebracht sind. Die einheitlich graue Fassade wird aufgelockert durch leicht vorspringende Rahmen, vorspringende Sohlbänke und einzelne Verschläge. Das Haus ist mit einem Satteldach abgedeckt, in dem ein abgewalmter stichbogiger Fenstergiebel eingebaut ist.